# Donald Barthelme
Donald Barthelme (ur. 7 kwietnia 1931 w Filadelfii, zm. 23 lipca 1989 w Houston), amerykański pisarz, autor powieści i krótkich opowiadań.
Debiutował na początku lat 60. Wcześniej pracował jako reporter i redaktor w różnych czasopismach, w latach 1961–1962 był dyrektorem muzeum w Houston, publikował krótkie teksty na łamach New Yorkera. Pierwszy zbiór jego opowiadań, zatytułowany Come Back, Dr. Caligari, ukazał się w 1964.
W swoich opowiadań Barthelme, zaliczany do grona literackich postmodernistów, w surrealistyczny i nierzadko groteskowy sposób, ukazywał otaczającą go rzeczywistość. Parodiował stereotypy myślowe amerykańskiego społeczeństwa i eksperymentował na językowych kliszach kultury masowej, swobodnie mieszając wątki oraz opierając swe utwory na systemie absurdalnych skojarzeń. W ten sposób wyrażał przekonanie o fragmentarycznym charakterze realnego świata.
Jego powieści cieszyły się mniejszym powodzeniem i uznaniem krytyków. Najciekawsze z nich to Królewna Śnieżka, nawiązująca do znanej baśni oraz Król, będący uwspółcześnioną (akcja książki rozgrywa się podczas II wojny światowej), pastiszową wersją legendy o Królu Arturze i Rycerzach Okrągłego Stołu.

## Polskie przekłady
- Powieści
  - Królewna Śnieżka (Snow White 1967)
  - Raj (Paradise 1986)
  - Król (The King 1990)
- Zbiory opowiadań
  - Osobliwości (recenzja: NF 11-12/83, s. 85)
  - 40 opowiadań